# Tage Malmström
Tage Malmström, född 9 februari 1911 i Malmö, död 19 januari 1995 i Fässbergs församling, Mölndal, var en svensk läkare.
Malmström blev medicine licentiat vid Lunds universitet 1940, medicine doktor vid Karolinska institutet i Stockholm 1957 på avhandlingen The vacuum extractor, an obstetrical instrument and the parturiometer, a tokographic device och docent i obstetrik och gynekologi vid Göteborgs universitet 1963. Han innehade olika underläkarförordnanden 1943–49, blev förste underläkare vid kvinnoklinik I på Sahlgrenska sjukhuset 1949 och kvinnoklinik II 1956, var biträdande överläkare där 1957–69 och tilldelades professors namn 1983. Han konstruerade vakuumextractorn och andra förlossningsinstrument samt författade skrifter i obstetrik och gynekologi.

## Bakgrund
Tage Malmström föddes 1911 i Malmö där fadern var maskinist på ett sjukhus dit sonen ofta följde med och kom därmed att lära sig maskinteknik från grunden. Efter läkarexamen började han arbeta på kvinnokliniken vid Sahlgrenska sjukhuset i Göteborg. I källarvåningen på kliniken hade han ett rum för att vidareutveckla olika medicinsktekniska idéer.
Den berömde förlossningsläkaren James Young Simpson hade vid mitten av 1800-talet konstruerat en sugklocka, men han fick den aldrig att fungera tillfredsställande. Problemet var att sugkoppen inte var utformad så att man kunde dra tillräckligt kraftfullt utan att den lossnade från fostrets huvud. Idén vidareutvecklades av Malmström som genom att kombinera sina medicinska kunskaper med gedigna maskintekniska kunskaper och ett yrkesöverskridande samarbete med maskiningenjörer fick sugklockan en klockform med lätt inåtböjd kant, som förmådde fostersvulsten att fästa och sitta kvar trots att kraftfull dragning skedde synkront med värkarna. Ett av testerna var att fästa sugklockan mot ett hönsägg och dra det genom en fosterkanalsatrapp utan att ägget brast.

## Sugklocka
I slutet av 1950-talet var Malmström färdig med sin uppfinning och nyheten om den spreds snabbt över världen, så utländska forskare kom även från avlägsna länder som Australien, Thailand och Japan för att ta del av nyheten. Han var dock långt före sin tid och möttes i Sverige av hård kritik, intolerans och en öppen fientlighet från kollegor, som varken ville eller kunde förstå betydelsen av hans uppfinning som alternativ till förlossningstången som sedan fler hundra år det enda hjälpmedlet vid svåra förlossningar.

## Semmelweis-effekten
Den så kallade Semmelweis-effekten, det vill säga tendensen att avvisa nya kunskaper och erfarenheter som motsäger etablerade normer, tro eller paradigm drabbade Malmström mycket hårt. Det var omöjligt för honom att disputera på avhandlingen i Göteborg på grund av akademiskt motstånd, så den lades fram och försvarades istället på Karolinska Institutet i Stockholm, där den enda professorn i Sverige som stödde Malmström var verksam. Kritiken mot avhandlingen och disputationen blev skoningslös och flera professorer ansåg att avhandlingen borde underkännas då sugklockan bland annat ansågs strida mot naturlagarna och gängse uppfattning om värkarbetets fysiologi och liknande. Betyget vid disputationen blev Ba, vilket innebar att den akademiska vägen var stängd.
Motgångarna innebar stora påfrestningar för Malmström, som gick in i en djup depression, som varade i flera år och innebar även långa vårdtider för honom på sjukhus. Han betraktade sig själv som utslagen och upphörde med sin kliniska forskning och återhämtade sig aldrig helt, så att i slutet av 1960-talet blev han förtidspensionerad och ägnade sig fortsättningsvis åt finsnickeri, handarbete och att bygga på sitt hus.

## Sugklockan år 2022
Malmströms sugklocka av metall finns i dag över hela världen och ser likadan ut nu som prototypen under 1950-talet. Vakuumet kan skapas med allt från en enkel cykelpumpsmodell till en sofistikerad nätt elektrisk pump. Sugklockan delar ofta rum med annan livräddande utrustning under akuta situationer på en förlossningsavdelning.

## Erkännanden
Malmström fick slutligen en del erkännanden. 1973 utnämndes han till hedersledamot av Göteborgs läkarsällskap och 1983 vid 72 års ålder tilldelades han professors titel samt erhöll ett stipendium av Styrelsen för teknisk utveckling. År 1994 kom det största erkännandet då den internationella gynekologiföreningen (FIGO) firade sitt 40-årsjubileum och tilldelade Malmström sin främsta utmärkelse för sugklockans globala betydelse.
Året därpå, 1995, gick Malmström bort vid 84 års ålder.